# Natació als Jocs Olímpics d'estiu de 1908 - 100 metres esquena masculins
Els 100 metres esquena masculins va ser una de les sis proves de natació que es disputaren als Jocs Olímpics de Londres de 1908. Aquesta fou l'única cursa d'esquena dins el programa de natació. Aquesta era la primera ocasió en què es disputava aquesta distància, després d'haver-se disputat el 100 iardes esquena el 1904. La competició es disputà el dijous 16 i divendres 17 de juliol de 1908. Hi van prendre part 21 nedadors procedents d'11 països.

## Medallistes
| Or                     | Plata            | Bronze                  |
| Arno Bieberstein (GER) | Ludvig Dam (DEN) | Herbert Haresnape (GBR) |

## Rècords
Aquests eren els rècords del món i olímpic que hi havia abans de la celebració dels Jocs Olímpics de 1908.
| Rècord del Món | ?          | ?            |                 |                 |
| Rècord Olímpic | 1:16.8 (*) | Walter Brack | St. Louis (USA) | 6 setembre 1904 |

(*) 100 iardes (91.44 m)
En la primera sèrie Arno Bieberstein establí el primer rècord olímpic amb un temps d'1:25.6 minuts. En la primera semifinal va igualar el temps, i en la final el millorà, deixant el rècord en 1:24.6 minuts. El temps establert a la final és considerat el primer rècord oficial en la distància.

## Resultats

### Primera ronda
La primera ronda es disputà el dijous 16 de juliol. El vencedor de cada sèrie i el millor segon passen a semifinals.
Sèrie 1
| Posició | Nedador                | Temps      | Qual. |
| ------- | ---------------------- | ---------- | ----- |
| 1       | Arno Bieberstein (GER) | 1:25.6     | QQ OR |
| 2       | Frederick Unwin (GBR)  | 1:30.0     |       |
| 3       | Hugo Jonsson (FIN)     | Desconegut |       |

Sèrie 2
| Posició | Nedador               | Temps      | Qual. |
| ------- | --------------------- | ---------- | ----- |
| 1       | Max Ritter (GER)      | 1:33.4     | QQ    |
| 2       | Sidney Willis (GBR)   | 1:34.4     |       |
| 3       | John Henriksson (FIN) | Desconegut |       |

Sèrie 3
| Posició | Nedador                        | Temps      | Qual. |
| ------- | ------------------------------ | ---------- | ----- |
| 1       | Colin Lewis (CAN)              | 1:30.2     | QQ    |
| 2       | Bartholomeus Roodenburch (NED) | 1:36.2     |       |
| 3       | Robert Zimmerman (CAN)         | Desconegut |       |

Sèrie 4
| Posició | Nedador                 | Temps      | Qual. |
| ------- | ----------------------- | ---------- | ----- |
| 1       | Herbert Haresnape (GBR) | 1:26.2     | QQ    |
| 2       | Ludvig Dam (DEN)        | 1:26.4     | qq    |
| 3       | Amilcare Beretta (ITA)  | Desconegut |       |

Sèrie 5
Parvin no va tenir cap rival en la sèrie.
| Posició | Nedador              | Temps  | Qual. |
| ------- | -------------------- | ------ | ----- |
| 1       | Stanley Parvin (GBR) | 1:35.2 | QQ    |

Sèrie 6
| Posició | Nedador                  | Temps        | Qual. |
| ------- | ------------------------ | ------------ | ----- |
| 1       | John Taylor (GBR)        | 1:25.8       | QQ    |
| 2       | Augustus Goessling (USA) | 1:29.0       |       |
| 3       | Gustaf Wretman (SWE)     | Desconegut   |       |
| —       | Oscar Grégoire (BEL)     | No finalitza |       |

Sèrie 7
Kugler inicià la cursa abans del senyal, per la qual cosa fou desqualificat i la seva primera posició anul·lada.
| Posició | Nedador               | Temps      | Qual. |
| ------- | --------------------- | ---------- | ----- |
| 1       | Gustav Aurisch (GER)  | 1:27.4     | QQ    |
| 2       | Johan Cortlever (NED) | Desconegut |       |
| 3       | Eric Seaward (GBR)    | Desconegut |       |
| —       | Sándor Kugler (HUN)   | (1:27.0)   | DSQ   |

### Semifinals
Els disputaren el dijous 16 de juliol. Els dos nedadors més ràpids passen a la final.
Semifinal 1
| Posició | Nedador                | Temps      | Qual.  |
| ------- | ---------------------- | ---------- | ------ |
| 1       | Arno Bieberstein (GER) | 1:25.6     | QF =OR |
| 2       | Ludvig Dam (DEN)       | Desconegut | QF     |
| 3       | Max Ritter (GER)       | Desconegut |        |
| 4       | Stanley Parvin (GBR)   | Desconegut |        |

Semifinal 2
| Posició | Nedador                 | Temps      | Qual. |
| ------- | ----------------------- | ---------- | ----- |
| 1       | Gustav Aurisch (GER)    | 1:28.2     | QF    |
| 2       | Herbert Haresnape (GBR) | 1:28.8     | QF    |
| 3       | John Taylor (GBR)       | Desconegut |       |
| 4       | Colin Lewis (GBR)       | Desconegut |       |

### Final
Es disputà el divendres 17 de juliol de 1908.
| Place | Swimmer                 | Time       |
| ----- | ----------------------- | ---------- |
| 1     | Arno Bieberstein (GER)  | 1:24.6 WR  |
| 2     | Ludvig Dam (DEN)        | 1:26.6     |
| 3     | Herbert Haresnape (GBR) | 1:27.0     |
| 4     | Gustav Aurisch (GER)    | Desconegut |